# Basellandschaftliche Pensionskasse
Die Basellandschaftliche Pensionskasse (BLPK) mit Sitz in Liestal ist eine eigenständige Schweizer Vorsorgeeinrichtung. Sie versichert das Personal des Kantons Basel-Landschaft, der Gemeinden des Kantons Basel-Landschaft, der Basellandschaftlichen Kantonalbank sowie von Schulen, Spitäler, Altersheime und anderen ihr angeschlossenen Arbeitgeber im Rahmen der 2. Säule.
Die Basellandschaftliche Pensionskasse wurde 1921 gegründet und ist eine öffentlich-rechtliche Körperschaft mit eigener Rechtspersönlichkeit. Per Ende 2017 waren ihr mehr als 200 Arbeitgeber mit rund 25'000 aktiv  Versicherten sowie rund 10'000 Rentner angeschlossen. Die Vermögensanlagen beliefen sich auf rund 9,0 Milliarden Schweizer Franken.

## Rechtsgrundlagen
Die gesetzlichen Grundlagen bilden das Bundesgesetz über die berufliche Alters-, Hinterlassenen- und Invalidenvorsorge (BVG), das Bundesgesetz über die Freizügigkeit in der beruflichen Alters-, Hinterlassenen- und Invalidenvorsorge (Freizügigkeitsgesetz, FZG) sowie die dazugehörigen Verordnungen. Zu den Rechtsgrundlagen zählt zudem das Dekret über die berufliche Vorsorge durch die Basellandschaftliche Pensionskasse sowie die Reglemente der BLPK. 

## Organisation
Oberstes Leitungsorgan der Basellandschaftlichen Pensionskasse ist der Verwaltungsrat. Dieser besteht aus zwölf Mitgliedern und wird je zur Hälfte von der 80-köpfigen aus Versichertenvertretern bestehenden Delegiertenversammlung und vom fünfköpfigen Regierungsrat des Kantons Basel-Landschaft auf jeweils vier Jahre gewählt. Das operative Tagesgeschäft wird von der dreiköpfigen Geschäftsleitung geführt.